# Hans Safrian
Hans Safrian (* 1952 in Wien) ist ein österreichischer Historiker. Er ist Universitäts-Dozent für Zeitgeschichte am Institut für Zeitgeschichte der Universität Wien sowie seit 2010 dort Senior Lecturer. 

## Ausbildung und Beruf
Safrian studierte Geschichte und Germanistik an der Freien Universität Berlin und verfasste dort seine Magisterarbeit über „Politische und soziale Voraussetzungen der Faschismustheorien August Thalheimers und Otto Bauers und ihr Stellenwert in der Geschichte“. Im Jahr 1993 promovierte er an der Universität Wien mit der Dissertation „Die Gehilfen Eichmanns. Zur Beteiligung von Österreichern an der nationalsozialistischen Vertreibungs- und Genozidpolitik“ zum Doktor der Philosophie. 2003 folgte seine Habilitation zum Thema „Land der Täter, Land der Opfer? Zur Partizipation von Österreichern am Nationalsozialismus“ und die Erteilung der venia legendi für Zeitgeschichte. 
Safrian arbeitete zwischen 1987 und 1989 unter Karl Stuhlpfarrer als Mitarbeiter am Wissenschaftsprojekt des Ministeriums für Wissenschaft und Kunst zum Thema „Der Balkan im Zweiten Weltkrieg als Teil österreichischer Zeitgeschichte“ und hatte zwischen 1988 und 1991 Lehraufträge für Seminare in der Lehrerfortbildung zum Thema Faschismus, Nationalsozialismus und Österreich. Er konzipierte und initiierte das Projekt „Namentliche Erfassung der österreichischen Holocaustopfer“. Er hatte zudem zwischen 1985 und 1988 Lehraufträge am Institut für Zeitgeschichte an der Universität Wien sowie 1995 am Institut für Zeitgeschichte der Universität Innsbruck inne. Von 1994 bis 1995 war er als Mitautor und Mitgestalter an der Ausstellung „Vernichtungskrieg. Verbrechen der Wehrmacht 1941–1944“ des Hamburger Instituts für Sozialforschung beteiligt, danach folgte bis 1997 ein Aufenthalt als Pearl Resnick Research Fellow am Research Institute des United States Holocaust Memorial Museum in Washington D.C. Er war von 1997 bis 1999 Researcher und Leiter des Forscherteams in den USA für die 
Unabhängige Expertenkommission Schweiz – Zweiter Weltkrieg und danach von 2000 bis 2002 Researcher für die Historikerkommission der Republik Österreich in den USA. 2003 hatte Safrian einen Lehrauftrag am Institut für Zeitgeschichte der Universität Wien, danach war er von 2004 bis 2005 Research Fellow am Center for Advanced Holocaust Studies in Washington D.C. Safrian war von 2005 bis 2010 Universitätsdozent am Institut für Zeitgeschichte der Universität Wien und ist seit Oktober 2010 Senior Lecturer am Institut für Zeitgeschichte. Safrians Werke wurden teilweise ins Englische übersetzt.

## Auszeichnungen
- Bruno-Kreisky-Preis für das politische Buch für „Die Eichmann-Männer“ (1994)
- Carl-von-Ossietzky-Medaille der Liga für Menschenrechte für die Ausstellung „Vernichtungskrieg. Verbrechen der Wehrmacht 1941 bis 1944“ (1997)

## Werke (Auswahl)
- Und keiner war dabei. Dokumente des alltäglichen Antisemitismus in Wien 1938. Wien, Picus 1988 (gemeinsam mit Hans Witek)
- Die Eichmann-Männer. Wien-Zürich, Europa-Verlag 1993
- Vertreibung und Ermordung. Zum Schicksal der Österreichischen Juden 1938–1945. Wien, Publikation des Dokumentationsarchiv des österreichischen Widerstands 1993 (gemeinsam mit Florian Freund)